# David Abner Jr.
David Abner Jr. (25 de noviembre de 1860-21 de julio de 1928) fue un educador estadounidense.

## Biografía
David Abner Jr. nació el 25 de noviembre de 1860 en el condado de Upshur, Texas, hijo de David Abner y Louisa Abner. Su familia estuvo esclavizada hasta su emancipación, pero su padre se convertiría en delegado de la convención constitucional y la legislatura estatal. En 1870 se mudaron a Marshall, Texas, donde Abner asistió a la Universidad Wiley. Posteriormente, se matriculó en la Universidad Straight de Nueva Orleans. En 1877, se matriculó en la Universidad Fisk de Nashville, Tennessee. En 1881, se matriculó en el Bishop College, donde se graduó en 1884, convirtiéndose en el primer afroamericano en graduarse de una institución de educación superior de Texas. Posteriormente, se convirtió en profesor en dicha institución. Fue delegado de la Convención Nacional de Hombres de Color (parte del Movimiento de las Convenciones de Color) en septiembre de 1883; en 1884, se convirtió en el secretario correspondiente de la Convención Estatal Bautista de Texas. También editó el periódico de la convención, conocido como Baptist Journal y después como Baptist Pilot.
En 1884, se fundó Guadalupe College, principalmente gracias a la iniciativa de William B. Ball, quien posteriormente sería su presidente. La escuela abrió sus puertas en 1887, y Abner fue nombrado su primer presidente, cargo que ocupó hasta 1905, cuando fue destituido forzosamente debido a la oposición del liderazgo de la iglesia bautista. La denominación convocó una tercera convención en el estado y creó una nueva universidad, Conroe College. Posteriormente, en 1906, Abner fue elegido primer presidente de Conroe College. Falleció el 21 de agosto de 1928 en Houston, Texas.